# Zisterzienserinnenabtei Benoîtevaux
Die Zisterzienserinnenabtei Benoîtevaux war von 1140 bis 1790 ein Kloster der Zisterzienserinnen zuerst in Busson, ab 1701 in Reynel, einer Gemeinde im Département Haute-Marne in Frankreich.

## Geschichte
Unweit des Klosters La Crête wurde ca. 1140 nordöstlich Chaumont im Val d’Ajoux (auch: Val de La Joux, am Fluss La Joux) zwischen Busson und Roches-sur-Rognon mit Unterstützung der Grafen von Reynel das Kloster Benedicta Vallis „Gesegnetes Tal“ (französisch: Benoîtevaux, mit zahlreichen Namensvarianten) gegründet und 1397 Kloster Clairvaux unterstellt. Nach der Zerstörung ihres Klosters im 17. Jahrhundert wechselten die Nonnen 1701 in den nahegelegenen festen Ort Reynel, wo sie im 18. Jahrhundert vom Kloster Écurey unterstützt wurden. Die Französische Revolution führte 1790 zur Auflösung des Konvents. Am Ursprungsort zeugt nur noch der Landwirtschaftsbetrieb „Ferme de Benoîtevaux“ vom einstigen Kloster.

### Handbuchliteratur
- Laurent Henri Cottineau: Répertoire topo-bibliographique des abbayes et prieurés. Bd. 1. Protat, Mâcon 1939–1970. Nachdruck: Brepols, Turnhout 1995. Spalte 347.
- Bernard Peugniez: Le Guide Routier de l’Europe Cistercienne. Editions du Signe, Straßburg 2012, S. 137.
- Gereon Christoph Maria Becking: Zisterzienserklöster in Europa, Kartensammlung, Lukas Verlag Berlin 2000, ISBN 3-931836-44-4, Blatt 63 B (fälschlich „Renel“, so auch im Index).